# Mondo sicko
Mondo sicko er en eksperimentalfilm instrueret af Sverre H. Kristensen efter eget manuskript.

## Handling
Mondo Sicko er en eksperimental/scratch video efter princippet: For Meget er altid bedre end for Lidt!